# Isochariesthes tripunctata
Isochariesthes tripunctata är en skalbaggsart som först beskrevs av Aurivillius 1903.  Isochariesthes tripunctata ingår i släktet Isochariesthes och familjen långhorningar.
Artens utbredningsområde är Gabon. Inga underarter finns listade i Catalogue of Life.